# Јужноморавски крај
Јужноморавски крај (чеш. Jihomoravský kraj) је један од 13 чешких крајева, највиших подручних управних јединица у Чешкој Републици. Управно седиште краја је град Брно, други по величини град у цеој држави, а други већи градови на подручју овог краја су Знојмо и Ходоњин.
Површина краја је 7.067 км², а по процени са почетка 2009. године. Јужноморавски крај има 1.123.201 становника.

## Положај
Јужноморавски крај је смештен у југоисточном делу Чешке и погранични је на југу.
Са других страна њега окружују:
- ка северу: Пардубички крај
- ка североистоку: Оломоучки крај
- ка истоку: Злински крај
- ка југоистоку: Словачка
- ка југу: Аустрија
- ка југозападу: Јужночешки крај
- ка западу: Височина крај

## Природни услови
Јужноморавски крај припада историјској покрајини Моравској и представља „срце“ ове покрајине. Крај обухвата махом заталасано подручје у средишњем делу слива реке Мораве. На западној граници краја издиже се планински предео Чехоморавска Височина, док се на истоку издижу Бели Карпати.

## Становништво
По последњој званичној процени са почетка 2009. године. Јужноморавски крај има 1.123.201 становника. Последњих година број становника стагнира.

## Подела на округе и важни градови

### Окрузи
Јужноморавски крај се дели на 7 округа (чеш. Okres):
1. Округ Бланско - седиште Бланско,
2. Округ Брецлав - седиште Брецлав,
3. Округ Брно-град - седиште Брно,
4. Округ Брно-околина - седиште Брно,
5. Округ Вишков - седиште Вишков,
6. Округ Знојмо - седиште Знојмо,
7. Округ Ходоњин - седиште Ходоњин.

### Градови
Већи градови на подручју краја су:
- Брно - 371.000 становника
- Знојмо - 35.000 становника
- Ходоњин - 26.000 становника
- Брецлав - 24.000 становника
- Вишков - 22.000 становника
- Бланско - 21.000 становника
- Кијов - 12.000 становника
- Весели на Морави - 12.000 становника
- Босковице - 12.000 становника
- Куржим - 11.000 становника